# Diritto giapponese
Il diritto giapponese ha elementi di somiglianza con il diritto cinese per principi, valori e tendenze culturali, in particolare Confucianesimo e Taoismo, e nel contempo differenze dovute alla diversa struttura sociale e alla diversa storia del Giappone.
Nasce con gli editti di riforma di Taika (646) che istituiscono uno stato accentrato intorno alla figura dell'imperatore, considerato al di sopra delle leggi e sottoposto solo alla legge naturale immutabile. Il diritto è inteso come l'osservanza delle regole sociali, raccolte in compilazioni giuridiche articolate in "ritsu" (regole repressive) e "ryo" (regole amministrative). Le regole sono applicate da funzionari preparati in apposite scuole.
La progressiva erosione del potere centrale a favore dei governatori locali e il rafforzamento della casta dei vassalli guerrieri porta alla regola principale della fedeltà assoluta al signore, mentre le regole repressive sono applicate nei confronti dei contadini.
L'adozione del Confucianesimo come dottrina sociale e giuridica ufficiale nel XVI secolo comporta un sistema imperniato sulla separazione netta dei ranghi sociali. Nel XVIII secolo si verifica un nuovo accentramento dell'attività giurisdizionale. Viene applicato il "giri", insieme di regole non scritte derivanti dalla tradizione, ovvero una serie di consuetudini applicate dai giudici nei rapporti familiari o di lavoro e nei negozi.
Con l'imperatore Meiji, a partire dal 1868 viene avviata una profonda riforma del diritto sulla base dei modelli europei. Erano stati già recepiti i concetti di diritto soggettivo e di obbligazione. Nel 1881 venne istituita una Commissione di studio dei modelli costituzionali europei. Nel 1890 viene redatto il primo codice civile giapponese, entrato in vigore nel 1898 e viene redatto il codice di diritto commerciale (1890, 1911 e 1938). Il nuovo codice penale viene introdotto nel 1882, basato sul modello francese, e sostituito poi nel 1908 in base al modello tedesco. Il codice di procedura civile è introdotto nel 1891 e modificato nel 1929 in base ancora al modello tedesco e il codice di procedura penale viene introdotto a partire dal modello francese nel 1880 e poi modificato in base al modello tedesco nel 1922.
Dopo la seconda guerra mondiale il diritto giapponese è fortemente influenzato dal diritto statunitense. Nel 1946 viene introdotta una nuova costituzione, che prevede l'elezione del Parlamento, l'indipendenza dell'ordine giudiziario, il controllo di costituzionalità delle leggi. La revisione del diritto codificato avviene per mezzo dell'integrazione giudiziale dei testi giuridici, in particolare per la responsabilità civile. Sono introdotte una riforma del diritto commerciale, nuove norme sulle società e l'adozione del modello statunitense per il diritto fallimentare. Nel 1949 viene introdotto il nuovo codice di procedura penale basato sul modello accusatorio anglosassone.
Caratteristica del diritto giapponese è la presenza di organi di conciliazione distinti dagli uffici giudiziari, secondo il modello della "alternative dispute resolution" (risoluzione alternativa delle controversie); nei tentativi di conciliazione viene applicata la consuetudine